# Opere di Annibale Carracci
(Giulio Mancini su Annibale Carracci, in Considerazioni sulla pittura, 1620)
Elenco in ordine cronologico dei dipinti di (o attribuiti a) Annibale Carracci.

## Elenco dei dipinti
| Dipinto | Nome | Anno                  | Tecnica                        | Dimensioni                     | Galleria                                                | Città                         | Note |
| ------- | --- | --------------------- | ------------------------------ | ------------------------------ | ------------------------------------------------------- | ----------------------------- | --- |
|         | Autoritratto | 1580 ca.              | Olio su tela                   | 45 × 35 cm                     | Collezione privata                                      |                               | Attribuito ad Annibale da Donlad Posner (in precedenza era stato ritenuto opera di Bartolomeo Passarotti) sulla base della somiglianza tra il soggetto effigiato e l'immagine di Annibale nell'Autoritatto con altre figure della Pinacoteca di Brera |
|         | Ritratto di anziana | 1580 ca.              | Olio su carta applicata a tela | 38,5 × 31 cm                   | Collezione privata                                      |                               | Attribuito ad Annibale da Andrea Emiliani |
|         | Ritratto di donna | 1580-1585             | Olio su tela                   | 30 × 22,5 cm                   | Collezione privata                                      | Bologna                       | |
|         | Ragazzo che beve | 1580-1585             | Olio su tela                   | 55,8 × 43,7 cm                 | Cleveland Museum of Art                                 | Cleveland                     | Sono note diverse versioni di questo dipinto |
|         | Piccola macelleria | 1580-1585             | Olio su tela                   | 59,7 × 71 cm                   | Kimbell Art Museum                                      | Fort Worth                    | |
|         | Testa d'uomo di profilo | 1582-1583             | Olio su carta                  | 44,8 × 32,1 cm                 | Royal Collection                                        | Hampton Court                 | |
|         | Ritratto di vecchio | 1583 ca.              | Olio su carta applicata a tela |                                | Collezione privata                                      | Londra                        | La datazione al 1583 circa è quella che è stata proposta in occasione dell'esposizione dell'opera nella mostra su Annibale tenutasi nel 2006 (a Bologna e a Roma). In precedenza il dipinto è stato prevalentemente datato a periodi successivi della produzione del Carracci. |
|         | Crocifissione e santi | 1583                  | Olio su tela                   | 305 × 210 cm                   | Chiesa di Santa Maria della Carità                      | Bologna                       | Prima opera di Annibale con data certa |
|         | Sacra Famiglia con san Giovannino e santa Elisabetta                                                                                     | 1583 ca.              | Olio su tela                   | 100 × 75,5 cm                  | Musée des beaux-arts                                    | Nantes                        | |
|         | Mangiafagioli | 1583 ca.              | Olio su tela                   | 88,3 × 69,5 cm                 | Allentown Art Museum                                    | Allentown                     | Noto anche come Mangiapolenta. L'autografia di quest'opera è da alcuni messa in discussione |
|         | Testa d'uomo sorridente (o il buffone)                                                                                                   | 1583 ca.              | Olio su carta                  | 122,5 × 98,5 cm                | Galleria Borghese                                       | Roma                          | |
|         | San Sebastiano | 1583-1584             | Olio su tela                   | 189 × 107 cm                   | Gemäldegalerie Alte Meister                             | Dresda                        | |
|         | Donna mora con orologio | 1583-1585             | Olio su tela                   | 60 × 39,5 cm                   | Louvre Abu Dhabi                                        | Abu Dhabi                     | Opera attribuita. Si tratta del frammento superstite di un'opera più ampia, presumibilmente andata semi-distrutta. Il soggetto del dipinto era verosimilmente il ritratto di una gentildonna affiancata dalla propria servitrice africana. Lo lascia pensare quanto rimane della figura principale (sulla destra della tela), cioè una gorgiera dalla quale scendono dei fili ornati di piccole perle |
|         | Cristo morto e strumenti della Passione                                                                                                  | 1583-1585             | Olio su tela                   | 70,7 × 88,8 cm                 | Staatsgalerie Stuttgart                                 | Stoccarda                     | |
|         | Storie di Giasone e Medea | 1584                  | Affresco                       |                                | Palazzo Fava                                            | Bologna                       | Prima opera collettiva di Annibale, Ludovico ed Agostino Carracci. A Palazzo Fava i tre, in quest'occasione, decorano due ambienti. Nel primo realizzarono un fregio con le Storie di Giasone e Medea. Nella foto Gli incanti di Medea |
|         | Storie di Giove ed Europa | 1584                  | Affresco                       |                                | Palazzo Fava                                            | Bologna                       | Nel secondo ambiente oggetto del primo intervento in Palazzo Fava i Carracci affrescarono un fregio con le Storie di Giove ed Europa. Nella foto Giove si fa condurre da Europa. Nello stesso Palazzo, all'incirca un decennio dopo, i tre condussero un'ulteriore impresa decorativa. |
|         | Giovane con cappello piumato | 1584 ca.              | Olio su tela                   | 62,4 × 52,7 cm                 | Buccleuch collection, Boughton House                    | Geddington (Northamptonshire) | In passato attribuito a Caravaggio. Riconosciuto come opera di Annibale da Donald Posner |
|         | Vergine orante | 1584-1585             | Olio su tela                   | 62,3 × 41,5 cm                 | Collezione privata                                      |                               | |
|         | Mangiafagioli | 1584-1585             | Olio su tela                   | 57 × 68 cm                     | Galleria Colonna                                        | Roma                          | |
|         | Allegoria della Verità e del Tempo | 1584-1585             | Olio su tela                   | 130 × 169,6 cm                 | Royal Collection                                        | Hampton Court                 | |
|         | Sacra famiglia con san Francesco | 1585 ca.              | Olio su tela                   | 92,5 × 73 cm                   | Tatton Park                                             | Knutsford                     | |
|         | San Girolamo in preghiera | 1585 ca.              | Olio su tela                   | 86 × 70 cm                     | Collezione privata                                      | Modena                        | |
|         | Pietà con i santi Chiara, Francesco e Maria Maddalena                                                                                    | 1585                  | Olio su tela                   | 374 × 238 cm                   | Galleria nazionale di Parma                             | Parma                         | È la prima commissione ottenuta da Annibale fuori da Bologna |
|         | Autoritratto con altre figure | 1585                  | Olio su carta applicata a tela | 60 × 48 cm                     | Pinacoteca di Brera                                     | Milano                        | |
|         | Ritratto di Giacomo Filippo Turrini | 1585                  | Olio su tela                   | 85,5 × 68,8 cm                 | Christ Church Picture Gallery                           | Oxford                        | |
|         | Grande macelleria | 1585 ca.              | Olio su tela                   | 185 × 266 cm                   | Christ Church Picture Gallery                           | Oxford                        | |
|         | Ritratto del medico Bossi | 1585 ca.              | Olio su tela                   | 75 × 57 cm                     | Musée du Louvre                                         | Parigi                        | |
|         | San Francesco penitente | 1585 ca.              | Olio su tela                   | ?                              | Richard L. Feigen Collection                            | New York                      | Nella foto una copia di scuola (attribuita tra gli altri anche ad Antonio Carracci), conservata presso la Pinacoteca Capitolina |
|         | San Francesco penitente | 1585 ca.              | Olio su tela                   | 66 × 53 cm                     | Pinacoteca Capitolina                                   | Roma                          | |
|         | Battesimo di Cristo | 1585                  | Olio su tela                   | 383 × 225 cm                   | Chiesa dei Santi Gregorio e Siro                        | Bologna                       | |
|         | Visione di sant'Eustachio | 1585-1586             | Olio su tela                   | 86 × 113 cm                    | Museo nazionale di Capodimonte                          | Napoli                        | |
|         | Matrimonio mistico di santa Caterina | 1585-1587             | Olio su tela                   | 160 × 128 cm                   | Museo nazionale di Capodimonte                          | Napoli                        | |
|         | Cristo coronato di spine sorretto dagli angeli                                                                                           | 1585-1587             | Olio su tela                   | 85 × 100 cm                    | Gemäldegalerie Alte Meister                             | Dresda                        | |
|         | La pesca | 1585-1588             | Olio su tela                   | 136 × 253 cm                   | Musée du Louvre                                         | Parigi                        | |
|         | La caccia | 1585-1588             | Olio su tela                   | 136 × 253 cm                   | Musée du Louvre                                         | Parigi                        | |
|         | Autoritratto come Bacco | 1585-1590             | Olio su tela                   | 22,5 × 18,5 cm                 | Ubicazione sconosciuta                                  |                               | Noto anche come Autoritratto in veste di ortolano |
|         | San Francesco d'Assisi | 1585-1590             | Olio su tela                   | 55 × 37 cm                     | Museo nazionale di Capodimonte                          | Napoli                        | |
|         | San Rocco e l'Angelo | 1585-1590             | Olio su tela                   | 62 × 81,3 cm                   | Fitzwilliam Museum                                      | Cambridge                     | L'opera è stata tagliata in epoca imprecisata e presenta pesanti ridipinture |
|         | Assunzione | 1587 ca.              | Olio su tela                   | 331 × 245 cm                   | Gemäldegalerie Alte Meister                             | Dresda                        | |
|         | San Francesco in adorazione del Crocifisso                                                                                               | 1587 ca.              | Olio su tela                   | 95,8 × 79 cm                   | Gallerie dell'Accademia                                 | Venezia                       | |
|         | Ritratto di musicista | 1587 ca.              | Olio su tela                   | 91 × 67 cm                     | Museo nazionale di Capodimonte                          | Napoli                        | Presunto ritratto di Claudio Merulo |
|         | Madonna col Bambino, santa Lucia, san Giovannino e un angelo                                                                             | 1587-1588             | Olio su tela                   | 78,5 × 63 cm                   | Richard L. Feigen Collection                            | New York                      | |
|         | Crocifissione | 1587-1588             | Olio su tela                   | 81,5 × 61,5 cm                 | Yale University Art Gallery                             | New Haven                     | |
|         | Due bambini molestano un gatto | 1587-1588             | Olio su tela                   | 66 × 88,9 cm                   | Metropolitan Museum of Art                              | New York                      | |
|         | Uccisione di san Pietro Martire (opera attribuita, copia da Tiziano)                                                                     | 1587-1589             | Olio su tela                   | 245,5 × 150,5 cm               | Collezione privata                                      |                               | Il Malvasia documenta la realizzazione da parte di Annibale di una copia del perduto capolavoro di Tiziano. Alcuni studiosi hanno individuato questo dipinto nella grande tela (foto) rintracciata pressa la Trafalgar Gallery di Londra (ed ora non più in quella sede). |
|         | Compianto su Cristo morto | 1587-1590             | Olio su tela                   | 237 × 156,2 cm                 | Bridgewater House                                       | già Londra                    | Opera distrutta nel maggio 1941 da un bombardamento aereo tedesco. |
|         | Madonna in trono col Bambino e santi | 1588                  | Olio su tela                   | 384 × 255 cm                   | Gemäldegalerie Alte Meister                             | Dresda                        | Nota anche come Madonna di san Matteo |
|         | Arcangelo Gabriele e Vergine Annunciata                                                                                                  | 1588 ca.              | Olio su tela                   | 152 × 76 cm (ciascun pannello) | Pinacoteca Nazionale                                    | Bologna                       | |
|         | Amor di Virtù | 1588-1589             | Olio su tela                   | 174 × 114 cm                   | Gemäldegalerie Alte Meister                             | Dresda                        | |
|         | Satiro | 1588-1590             | Olio su tela                   | 128 × 76 cm                    | Museo di Capodimonte                                    | Napoli                        | |
|         | Sansone in carcere | 1588-1590             | Olio su tela                   | 180 × 130 cm                   | Galleria Borghese                                       | Roma                          | |
|         | Venere e Satiro con due amorini | 1588-1590             | Olio su tela                   | 112 × 142 cm                   | Galleria degli Uffizi                                   | Firenze                       | La tela è nota anche come La Baccante. Ne esistono molte copie |
|         | Sacra Famiglia | 1589 ca.              | Olio su tela                   | 67 × 61 cm                     | National Gallery of Victoria                            | Melbourne                     | |
|         | Madonna con Bambino in gloria, con i santi Ludovico di Tolosa, Chiara, Francesco d'Assisi, Alessio, il Battista e Caterina d'Alessandria | 1589-1590             | Olio su tela                   | 278 × 193 cm                   | Pinacoteca Nazionale                                    | Bologna                       | |
|         | Storie della fondazione di Roma | 1589-1591             | Affresco                       |                                | Palazzo Magnani                                         | Bologna                       | Affreschi del fregio del salone di Palazzo Magnani eseguiti con Ludovico ed Agostino Carracci. Nella foto Romolo e Remo allattati dalla lupa |
|         | Annunciazione | 1590 ca.              | Olio su tela                   |                                | Collezione privata                                      |                               | Già attribuita a Ludovico Carracci, l'opera è stata poi oggetto di varie ed autorevoli assegnazioni a favore del più giovane dei suoi cugini |
|         | Testa di Cristo giovane | 1590 ca.              | Olio su rame                   | 51,5 × 38 cm                   | Gemäldegalerie Alte Meister                             | già Dresda                    | Opera andata dispersa nel 1945 |
|         | Latona e i pastori di Licia | 1590 ca.              | Olio su tela                   | 90,6 × 78,8 cm                 | Museo d'arte (Museo dell'arcidiocesi di Kroměříž)       | Olomouc                       | A Bratislava, presso la Slovak National Gallery, si conserva un'altra versione di buon livello del dipinto che sino alla scoperta della tela di Kroměříž è stata ritenuta da alcuni l'originale di Annibale. Attualmente, stante la miglior qualità della tela ceca, la versione slovacca è prevalentemente considerata una copia |
|         | Autoritratto di profilo | 1590 ca.              | Olio su tela                   | 45,4 × 37,9 cm                 | Galleria degli Uffizi                                   | Firenze                       | |
|         | Ritratto di vecchia | 1590 ca.              | Olio su carta                  | ?                              | collezione privata                                      | Londra                        | Presentato come opera di Annibale nella mostra svoltasi a Londra nel 2012 «Painting from Life: Carracci Freud» |
|         | Uomo con scimmia | 1590 ca.              | Olio su tela                   | 68 × 58,3 cm                   | Galleria degli Uffizi                                   | Firenze                       | È l'ultimo dipinto di genere di Annibale del quale si sia a conoscenza |
|         | Venere e Cupido | 1590 ca.              | Olio su tela                   | 110 × 130 cm                   | Galleria Estense                                        | Modena                        | |
|         | Flora | 1590 ca.              | Olio su tela                   | 110 × 130 cm                   | Galleria Estense                                        | Modena                        | Attribuito anche a Ludovico Carracci |
|         | Paesaggio fluviale | 1590 ca.              | Olio su tela                   | 88,3 × 148 cm                  | National Gallery of Art                                 | Washington                    | |
|         | Assunzione della Vergine | 1590 ca.              | Olio su tela                   | 130 × 97 cm                    | Museo del Prado                                         | Madrid                        | |
|         | Il ritorno del Figliol Prodigo | 1590 ca.              | Olio su tela                   | ?                              | Palais-Royal (Opera dispersa)                           | già Parigi                    | Il dipinto era collocato nella chiesa del Corpus Domini a Bologna. Di seguito approdò a Parigi ed entrò nella quadreria del Duca di Orleans, nel Palais-Royal. Con lo smembramento di questa collezione se ne persero le tracce. Dell'opera si conservano vari studi preparatori, in gran parte ritenuti di Agostino Carracci, il che lascia presumere che Annibale in questa occasione si sia avvalso dell'aiuto del fratello. Nella foto una copia di piccolo formato attribuita a Pietro Faccini.                                                 |
|         | Bacco | 1590-1591             | Olio su tela                   | 160 × 100 cm                   | Museo nazionale di Capodimonte                          | Napoli                        | |
|         | San Sebastiano | 1590-1591             | Olio su tela                   | 68× 53 cm                      | Collezione privata                                      |                               | Il dipinto fu inizialmente attribuito, da Roberto Longhi, a Ludovico Carracci. In seguito, altri storici dell'arte (Brogi e Benati) fecero il nome di Annibale. Con questa attribuzione l'opera è stata esposta nella mostra monografica sul più giovane dei Carracci tenutasi nel 2006 (Bologna e Roma). Del dipinto esiste una copia nel Museo di belle arti di Lipsia. Secondo altra posizione critica, tuttavia, l'originale sarebbe proprio la versione di Lipsia e si tratterebbe di un'opera di Ludovico Carracci                             |
|         | Ritratto di vecchio | 1590-1592             | Olio su tela                   | 39,4 × 27,9 cm                 | Dulwich Picture Gallery                                 | Londra                        | |
|         | Ritratto di donna cieca rivolta a sinistra                                                                                               | 1590-1592             | Olio su carta                  | 24 × 17,5 cm                   | Museo della Storia di Bologna in Palazzo Pepoli Vecchio | Bologna                       | |
|         | Ritratto di donna cieca rivolta a destra                                                                                                 | 1590-1592             | Olio su carta                  | 24 × 17,5 cm                   | Museo della Storia di Bologna in Palazzo Pepoli Vecchio | Bologna                       | |
|         | Venere abbigliata dalle Grazie | 1590-1595             | Olio su tela                   | 133 × 170,5 cm                 | National Gallery of Art                                 | Washington                    | |
|         | Ritratto di Giovane | 1592 ca.              | Olio su tela                   | 50,5 × 39 cm                   | Galleria nazionale d'arte antica                        | Roma                          | |
|         | Morte di Didone | 1592                  | Affresco staccato              | 121 × 124 cm                   | Mercato antiquario                                      |                               | |
|         | La Vergine appare a san Luca e santa Caterina                                                                                            | 1592                  | Olio su tela                   | 401 × 226 cm                   | Louvre                                                  | Parigi                        | |
|         | Assunzione | 1592                  | Olio su tela                   | 260 × 117 cm                   | Pinacoteca Nazionale                                    | Bologna                       | |
|         | Pan | 1592 ca.              | Olio su tela                   | 109 × 135 cm                   | National Gallery of Victoria                            | Melbourne                     | Attribuito anche a Ludovico. Da ultimo si è posto in dubbio che anche questo dipinto faccia parte della serie carraccasca eseguita per i duchi di Ferrara a Palazzo dei Diamanti (cui appartengono gli ovali con Venere e Flora) e si è ipotizzato che il Pan di Melbourne possa in realtà essere opera del pittore Gaspare Venturini, a favore del quale in effetti risulta il pagamento per un Dio Pane eseguito nello stesso palazzo ferrarese |
|         | Storie di Enea | 1593 ca.              | Affresco                       |                                | Palazzo Fava                                            | Bologna                       | Seconda campagna decorativa di Annibale, Ludovico ed Agostino all'interno di Palazzo Fava. Nella foto La mensa dei troiani insozzata dalle Arpie |
|         | Madonna in gloria sulla città di Bologna                                                                                                 | 1593 ca.              | Olio su tela                   | 147 × 105 cm                   | Christ Church Picture Gallery                           | Oxford                        | |
|         | Affreschi di Palazzo Sampieri (Storie di Ercole)                                                                                         | 1593-1594             | Affresco                       |                                | Palazzo Sampieri                                        | Bologna                       | In collaborazione con Ludovico ed Agostino Carracci. Nella foto Ercole guidato dalla Virtù di Annibale. Lo stesso Annibale eseguì un secondo affresco in Palazzo Sampieri (sulla fuga di un camino) raffigurante Ercole punisce Caco |
|         | Cristo e la Samaritana al pozzo | 1593-1594             | Olio su tela                   | 170 × 225 cm                   | Pinacoteca di Brera                                     | Milano                        | |
|         | Madonna col Bambino e san Giovannino | 1592 ca.              | Olio su tela                   | 101 × 85 cm                    | Gemäldegalerie Alte Meister                             | Dresda                        | Nota anche come Madonna della Rondinella |
|         | Resurrezione di Cristo | 1593                  | Olio su tela                   | 217 × 160 cm                   | Louvre                                                  | Parigi                        | |
|         | Sacra Famiglia (Madonna delle ciliegie)                                                                                                  | 1593 ca.              | Olio su tela                   | 120 × 98 cm                    | Louvre                                                  | Parigi                        | |
|         | Autoritratto col cappello a quattr'acque                                                                                                 | 1593                  | Olio su tela                   | 24 × 20 cm                     | Galleria nazionale di Parma                             | Parma                         | |
|         | Adorazione dei pastori | 1593                  | Olio su tela                   | 85 × 63 cm                     | Galleria nazionale d'arte antica                        | Roma                          | |
|         | Madonna col Bambino in trono e i santi Giovannino, Giovanni Evangelista e Caterina d'Alessandria                                         | 1593                  | Olio su tela                   | 289,5 × 192,5 cm               | Pinacoteca Nazionale                                    | Bologna                       | Il dipinto è noto anche come Madonna di San Giorgio, dal nome della chiesa di San Giorgio in Poggiale, a Bologna, dove era collocato |
|         | Allegoria fluviale | 1593-1594             | Olio su tela                   | 80,5 × 90,5 cm                 | Museo nazionale di Capodimonte                          | Napoli                        | |
|         | Ritratto di suonatore di liuto | 1593-1594             | Olio su tela                   | 77 × 64 cm                     | Gemäldegalerie Alte Meister                             | Dresda                        | Presunto ritratto di Giulio Mascheroni o seconda altra versione di Giovanni Gabrieli |
|         | Annunciazione | 1593-1596             | Olio su tela                   | 48 × 35 cm                     | Louvre                                                  | Parigi                        | In passato attribuito sia ad Agostino che a Ludovico Carracci |
|         | Cristo Crocifisso | 1594                  | Olio su tela                   | 33,8 × 23,4 cm                 | Staatliche Museen                                       | Berlino                       | |
|         | Venere, Adone e Cupido | 1595 ca.              | Olio su tela                   | 212 × 268 cm                   | Museo del Prado                                         | Madrid                        | Ne esiste una replica nel Kunsthistorisches Museum di Vienna |
|         | Testa Virile | 1595 ca.              | Olio su tela                   | 46,37 × 95 cm                  | Galleria Palatina                                       | Firenze                       | |
|         | Sepoltura di Cristo | 1595 ca.              | Olio su rame                   | 43,8 × 34,9 cm                 | National Gallery of Art                                 | Washington                    | |
|         | Elemosina di san Rocco | 1595                  | Olio su tela                   | 331 × 477 cm                   | Gemäldegalerie Alte Meister                             | Dresda                        | |
|         | Cristo e la Cananea | 1595                  | Olio su tela                   | 255 × 196 cm                   | Pinacoteca Stuard                                       | Parma                         | Probabilmente è la prima opera eseguita a Roma da Annibale Carracci |
|         | Ercole al Bivio | 1596 ca.              | Olio su tela                   | 167 × 237 cm                   | Museo nazionale di Capodimonte                          | Napoli                        | |
|         | San Francesco in adorazione del crocifisso                                                                                               | 1596 ca.              | Olio su rame                   | 48 × 36,5 cm                   | Pinacoteca Nazionale                                    | Bologna                       | |
|         | Camerino Farnese | 1595-1597             | Affresco                       |                                | Palazzo Farnese                                         | Roma                          | Nella foto Ercole regge il Globo |
|         | Madonna con Bambino e san Giovannino | 1596-1597             | Olio su rame                   | 26,3 × 20,3 cm                 | Galleria degli Uffizi                                   | Firenze                       | |
|         | Orazione nell'orto | 1596-1597             | Olio su tavola                 | 39,4 × 29 cm                   | Royal Collection                                        | Hampton Court                 | |
|         | Cristo e la Samaritana al pozzo | 1596-1597             | Olio su tavola                 | 63,5 × 76,5 cm                 | Museo di belle arti                                     | Budapest                      | |
|         | Incoronazione di santo Stefano | 1597 ca.              | Olio su rame                   | 14,3 × 10,8 cm                 | Collezione privata                                      |                               | |
|         | San Girolamo | 1596-1599             | Olio su tela                   | 44 × 32 cm                     | Museo nazionale di Capodimonte                          | Napoli                        | |
|         | Allegoria della Notte | 1596-1600             | Olio su tela                   | 128 × 155 cm                   | Museo Condé                                             | Chantilly                     | Probabile intervento della bottega |
|         | L'Aurora | 1596-1600             | Olio su tela                   | 119 × 159 cm                   | Museo Condé                                             | Chantilly                     | Probabile intervento della bottega |
|         | Cristo in Gloria con santi ed Odoardo Farnese                                                                                            | 1597-1600             | Olio su tela                   | 194,2 × 142,4 cm               | Galleria Palatina                                       | Firenze                       | |
|         | Visione di san Francesco | 1597                  | Olio su rame                   | 46,8 × 37,2 cm                 | National Gallery of Canada                              | Ottawa                        | |
|         | Marsia e Olimpo | 1597                  | Olio e tempera su tavola       | 34,4 × 82,2 cm                 | National Gallery                                        | Londra                        | Pannello decorato di uno strumento musicale |
|         | Madonna con Bambino e santi | 1597-1598             | Olio su rame                   | 43,4 × 33,7 cm                 | Nelson Shanks Collection                                | Andalusia (Alabama)           | |
|         | Galleria Farnese (volta): Gli amori degli dèi                                                                                            | 1597-1601             | Affresco                       |                                | Palazzo Farnese                                         | Roma                          | Ciclo di affreschi realizzato con l'intervento di Agostino Carracci e di aiuti. Nella foto il Trionfo di Bacco e Arianna |
|         | Adorazione dei Pastori | 1597-1598             | Olio su tela                   | 103 × 85 cm                    | Musée des Beaux-Arts                                    | Orléans                       | |
|         | Morte di san Francesco | 1597-1598             | ?                              | ?                              | Ubicazione sconosciuta                                  |                               | Opera mai individuata documentata da un'incisione di Gérard Audran (in foto) |
|         | Arcangelo Gabriele tra angeli musicanti e cherubini                                                                                      | 1597-1599             | Olio su tela                   | 249 × 212 cm                   | Museo Condé                                             | Chantilly                     | |
|         | Maria Maddalena in un paesaggio | 1598                  | Olio su tela                   | 54,5 × 88,5 cm                 | Fitzwilliam Museum                                      | Cambridge                     | L'attribuzione è dubbia, recentemente attribuito a Francesco Albani |
|         | Madonna del Silenzio | 1598                  | Olio su tela                   | 51,2 × 68,4 cm                 | Royal Collection                                        | Hampton Court                 | |
|         | Madonna e santi | 1598-1599             | Olio su tela                   | 364 × 211 cm                   | duomo                                                   | Spoleto                       | In collaborazione con Innocenzo Tacconi. Il Bellori ricorda l'opera denominandola Santa Maria manna d'oro, riferendosi alla manna che il Bambin Gesù raccoglie dal manto della Vergine e fa cadere verso il basso |
|         | Natività della Vergine | 1598-1599             | Olio su tela                   | 279 × 159 cm                   | Musée du Louvre                                         | Parigi                        | Nella Basilica della Santa Casa di Loreto, dove il dipinto fu collocato (e dove fu poi requisito dalle truppe napoleoniche), ve ne è una pregevole copia in mosaico del tardo Settecento |
|         | Cristo incoronato di spine | 1598-1600             | Olio su tela                   | 60 × 69,5 cm                   | Pinacoteca Nazionale                                    | Bologna                       | |
|         | Le tentazioni di sant'Antonio abate | 1598-1600             | Olio su rame                   | 49,5 × 34,4 cm                 | National Gallery                                        | Londra                        | |
|         | Giovane Uomo | 1598-1600             | Olio su tela                   | 67 × 55 cm                     | Palazzo Spada                                           | Roma                          | Attribuita ad Annibale da Federico Zeri ma rifiutata da Donald Posner che la ritenne opera della cerchia carraccesca |
|         | Pietà | 1598-1600             | Olio su tela                   | 156 × 149 cm                   | Museo nazionale di Capodimonte                          | Napoli                        | Del dipinto si conoscono numerose copie. Tra queste svetta per qualità quella della Galleria Doria Pamphilj che da alcuni è stata ritenuta una replica di mano dello stesso Annibale Carracci |
|         | Santa Margherita | 1599                  | Olio su tela                   | 239 × 134 cm                   | Chiesa di Santa Caterina dei Funari                     | Roma                          | Prima opera di Annibale pubblicamente esposta a Roma |
|         | Ercole fanciullo strozza i serpenti | 1599-1600             | Olio su tela                   | 15 × 16 cm                     | Musée du Louvre                                         | Parigi                        | |
|         | Paesaggio con il sacrificio di Isacco | 1599-1600             | Olio su rame                   | 45 × 34 cm                     | Musée du Louvre                                         | Parigi                        | |
|         | Marsia e Olimpo | 1600 ca.              | Olio su tela                   | 60 × 73 cm                     | Galleria Doria Pamphilj                                 | Roma                          | |
|         | Pie donne al sepolcro | 1600 ca.              | Olio su tela                   | 121 × 146 cm                   | Ermitage                                                | San Pietroburgo               | |
|         | Amorini che portano fiori | 1600 ca.              | Olio su tela                   | 72 × 72 cm                     | Museo Condé                                             | Chantilly                     | Su quattro pannelli di uguali dimensioni. Probabile intervento della bottega |
|         | Incoronazione della Vergine | 1600 ca.              | Olio su tela                   | 117,8 × 141,3 cm               | Metropolitan Museum of Art                              | New York                      | |
|         | Adorazione dei pastori | 1600 ca.              | Olio su rame                   | 42 × 30 cm                     | Musée du Louvre                                         | Parigi                        | Sull'estremità inferiore dell'opera compare la scritta Hanibal Carache, dizione alla francese che è ovviamente un'aggiunta postuma. Indipendentemente da ciò alcuni autori attribuiscono questo rame a Francesco Albani |
|         | Madonna Montalto | 1600 ca.              | Olio su tela                   | 35 × 27,5 cm                   | National Gallery                                        | Londra                        | |
|         | San Giovanni Battista | 1600 ca.              | Olio su rame                   | 54,3 × 43,5 cm                 | Metropolitan Museum of Art                              | New York                      | |
|         | Incoronazione della Vergine | 1600-1601             | Affresco                       |                                | Basilica di Santa Maria del Popolo                      | Roma                          | |
|         | Assunzione della Vergine | 1600-1601             | Olio su tavola                 | 254 × 155 cm                   | Basilica di Santa Maria del Popolo                      | Roma                          | |
|         | Gruppo di angeli | 1600-1602             | Olio su tela                   | ?                              | Museo nazionale di Capodimonte                          | Napoli                        | Con intervento di aiuti |
|         | Danae | 1600-1605             | Olio su tela                   | 170 × 344 cm                   | Bridgewater House                                       | già Londra                    | Opera distrutta nel maggio 1941 da un bombardamento aereo tedesco |
|         | Rinaldo e Armida | 1601 ca.              | Olio su tela                   | 154 × 233 cm                   | Museo nazionale di Capodimonte                          | Napoli                        | |
|         | San Giovanni Battista indica il Signore                                                                                                  | 1601-1602 o 1608-1609 | Olio su tela                   | ?                              | Dispersa oppure in collezione privata                   |                               | L'opera è menzionata dal Bellori (Vite, 1672) e la composizione era nota sia grazie ad un'incisione di Pietro del Pò sia in base ad una modesta copia custodita nel Ringling Museum di Sarasota. Nel 1998 Denis Mahon ha rintracciato un'ulteriore versione del dipinto (quella in foto) che ha indicato come l'originale sino ad allora non identificato (che ha datato tra il 1608 e il 1609). Non tutti gli studiosi hanno accettato questa attribuzione e ritengono quella scoperta da Mahon un'altra copia antica, sia pure di elevata qualità. |
|         | San Gregorio in preghiera | 1601-1602             | Olio su tavola                 | 265 × 152 cm                   | Bridgewater House                                       | già Londra                    | Opera distrutta nel maggio 1941 da un bombardamento aereo tedesco |
|         | Venere dormiente con amorini | 1602                  | Olio su tela                   | 190 × 238 cm                   | Museo Condé                                             | Chantilly                     | |
|         | Domine, quo vadis? | 1602                  | Olio su tavola                 | 77,4 × 56,3 cm                 | National Gallery                                        | Londra                        | |
|         | Ritratto di monsignor Giovanni Battista Agucchi (opera attribuita)                                                                       | 1602-1604             | Olio su tela                   | 60,3 × 46,3 cm                 | National Gallery (in prestito dalla York Art Gallery)   | Londra                        | Già attribuito al Domenichino. Nel 1994 ne è stata proposta l'assegnazione ad Annibale. L'ipotesi ha ottenuto importanti consensi, ma non è stata accettata in modo unanime |
|         | Paesaggio con la fuga in Egitto | 1602-1604             | Olio su tela                   | 122 × 230 cm                   | Galleria Doria Pamphilj                                 | Roma                          | |
|         | Pietà con san Francesco e Maria Maddalena                                                                                                | 1602-1607             | Olio su tela                   | 277 × 186 cm                   | Musée du Louvre                                         | Parigi                        | |
|         | Pietà con due angeli | 1603 ca.              | Olio su rame                   | 41 × 60,8 cm                   | Kunsthistorisches Museum                                | Vienna                        | |
|         | Cristo e la Samaritana al pozzo | 1603 ca.              | Olio su tela                   | 60,5 × 146 cm                  | Kunsthistorisches Museum                                | Vienna                        | |
|         | Martirio di santo Stefano | 1603-1604             | Olio su rame                   | 51 × 68 cm                     | Musée du Louvre                                         | Parigi                        | |
|         | Galleria Farnese (pareti corte): Storie di Perseo                                                                                        | 1603-1604             | Affresco                       |                                | Palazzo Farnese                                         | Roma                          | Seconda campagna decorativa all'interno dell'ambiente (con aiuti tra, i quali il Domenichino). Nella foto Perseo e Fineo |
|         | Galleria Farnese (pareti lunghe): Vergine con l'unicorno, Virtù, Storiette mitologiche e Imprese dei Farnese                             | 1604-1607             | Affresco                       |                                | Palazzo Farnese                                         | Roma                          | Ultima fase della decorazione della Galleria. Si ritiene che per la Vergine con l'unicorno Annibale abbia realizzato il cartone mentre l'affresco sia stato steso dal Domenichino. La restante decorazione delle pareti lunghe si pensa sia stata solo ideata da Annibale ma eseguita dai suoi aiuti |
|         | Paesaggio con la Sepoltura di Cristo | 1604 ca.              | Olio su tela                   | 129 × 189 cm                   | Galleria Doria Pamphilj                                 | Roma                          | Possibile intervento della bottega |
|         | Riposo durante la fuga in Egitto | 1604 ca.              | Olio su tela                   | 82.5 × 82.5 cm                 | Ermitage                                                | San Pietroburgo               | |
|         | Autoritratto sul cavalletto | 1604 ca.              | Olio su tavola                 | 40 × 30 cm                     | Ermitage                                                | San Pietroburgo               | Ne esiste una replica agli Uffizi |
|         | Trittico della Deposizione | 1604-1605             | Olio su rame ed ebano          | 37 × 24 cm (pannello centrale) | Galleria nazionale d'arte antica                        | Roma                          | Con l'aiuto di Innocenzo Tacconi |
|         | Madonna con Bambino tra i santi Nilo e Bartolomeo                                                                                        | 1604-1605             | Olio su tela                   | 254 × 155 cm                   | Abbazia di San Nilo                                     | Grottaferrata                 | Possibile intervento della bottega |
|         | Affreschi della Cappella Herrera | 1604-1605             | Affresco staccato              |                                | MNAC                                                    | Barcellona                    | Ideati da Annibale ed eseguiti dagli allievi. Altra parte della decorazione parietale rimossa si trova nel Museo del Prado |
|         | Traslazione della Santa Casa | 1604-1606             | Olio su tela                   | 250 × 150 cm                   | Chiesa di Sant'Onofrio al Gianicolo                     | Roma                          | Con intervento della bottega |
|         | Pietà con le tre Marie | 1604-1606             | Olio su tela                   | 92 × 103,2 cm                  | National Gallery                                        | Londra                        | |
|         | San Diego di Alcalà presenta il figlio di Juan de Herrera a Gesù                                                                         | 1606 ca.              | Olio su tavola                 | 258 × 163 cm                   | Chiesa di Santa Maria in Monserrato degli Spagnoli      | Roma                          | Possibile intervento della bottega |